# Station Wien Hauptbahnhof
Station Wien Hauptbahnof is het centrale station in de Oostenrijkse hoofdstad Wenen. Het is in december 2012 gedeeltelijk met vier perrons geopend. Vanaf 13 december 2015 stoppen alle internationale treinen zowel op station Wien Hauptbahnhof als op het station Wien Meidling.
Sindsdien is er voor het eerst een station voor de stad Wenen waar spoorlijnen uit alle richtingen kunnen worden bediend. Het staat op het terrein van het voormalige station Wien Südbahnhof. Een van de belangrijkste voordelen van de complete nieuwbouw is dat de twee oude kopstations waaruit station Südbahnhof bestond zijn opgeheven. Daardoor is plaats gecreëerd voor de aanleg van kantoor- en woningbouw en een park. Daarnaast is de hoofdingang naar de Südtirolerplatz verhuisd voor een betere ligging ten opzichte van de metro.
Het station wordt sinds december 2012 aangedaan door lokale treinen en de S-Bahn, sinds december 2014 ook door een aantal langeafstandstreinen en alle nachttreinen met als bestemming Wenen. Bovendien bestaat er 15 keer per dag een directe verbinding met de Weense luchthaven. Dit is uitgebreid in 2015 bij de afronding van het bouwproject.
De meeste langeafstandstreinen van de spoorlijn Wenen - Salzburg gebruiken Wien Hauptbahnhof als halteplaats in plaats van station Wien Westbahnhof. Dit wordt mogelijk gemaakt door een 12,8 km lange tunnel die in het westen direct aansluit aan de hogesnelheidslijn Wenen - St. Pölten.

## Perronsporen
Het station beschikt over tien sporen op het hoofdniveau en twee ondergrondse sporen voor de hoofdlijnen van de S-Bahn. Op deze perronsporen vertrekken iedere dag treinen naar bijna heel West- en Centraal Europa. 

### Treindiensten ÖBB(Fernverkehr)
- RJX Wenen - Salzburg - München 1x per 2 uur, veelal gekoppeld met RJX Wenen - Salzburg - Innsbruck - Feldkirch - Bregenz. Soms doorrijdend naar Bratislava, Wenen Vliegveld, Budapest
- RJX Wenen - Salzburg - Innsbruck - Feldkirch - Brengenz 1x per 2 uur, veelal gekoppeld met RJX Wenen - Salzburg - Innsbruck - Feldkirch - Bregenz. Afwisselend doorrijdend naar Bratislava, Wenen Vliegveld, Budapest
- RJX Wenen - Salzburg - Innsbruck - Feldkirch - Buchs SG - Sargans - Zürich HB 1x per 2 uur. Vormen samen met de RJX naar Bregenz tot Feldkirch een uursdienst, fwisselend doorrijdend naar Bratislava, Wenen Vliegveld, Budapest
- RJ Praha Hl. N. - Brno - Breclav - Wenen - Bruck a/d Mur - Graz, 1x per 2 uur
- RJ Wenen - Bruck a/d Mur - Grax, 1x per 2 uur
- RJ Wenen - Bruck a/d Mur - Klagenfurth - Villach - Venezia Santa Lucia, meermaals per dag
- IC Wenen - Bruck a/d Mur - Klagenfurth - Villach, meermaals per dag
- EC Wenen - Budapest, vormt samen met de diverse RailJets een uursdienst tussen Wenen en Budapest.
- EC 107/106 Graz - Wenen - Ostrava - Krakau - Przemyśl Gł. 1x per dag
- EC 105/104 Wenen - Ostrava - Katowice - Warschau 1x per dag
- EC 103/102 Wenen - Ostrava - Krakau 1x per dag
- EC 101/100 Wenen - Ostrava - Katowice
- EC 150/151 Wenen - Graz - Maribor - Ljubljana

Verder rijdt RegioJet diverse treinen van/naar Wenen Hauptbahnhof.

## U-Bahn
Het station Südtirolerplatz - Hauptbahnhof van de metrolijn U1 bevindt zich naast het westelijke einde van het station en staat door een ondergrondse passage in directe verbinding met de ondergrondse S-Bahnhalte en met de stationshal.

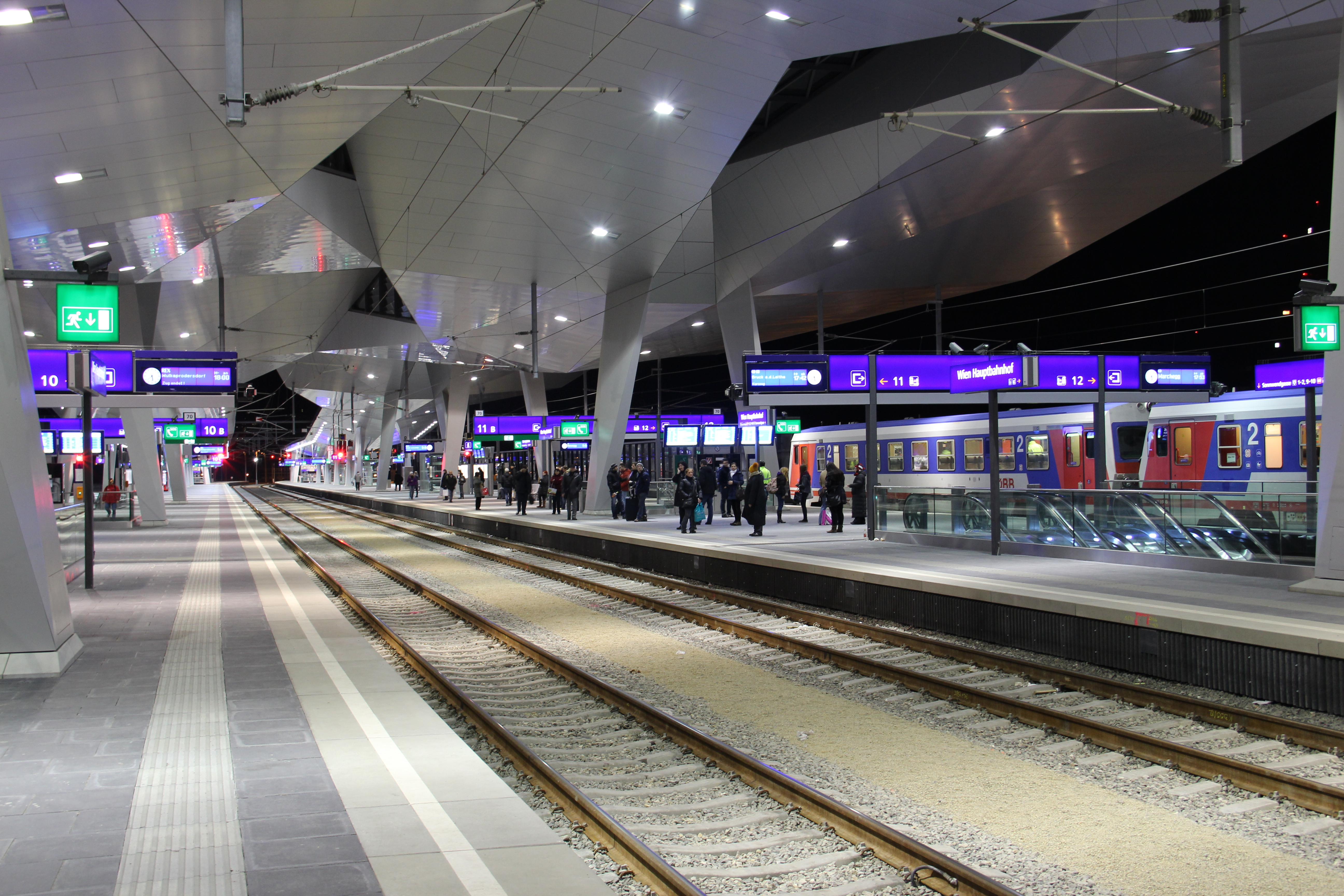
Sporen 10-12